# Кубок мира по кёрлингу
Кубок мира по кёрлингу (англ. Curling World Cup) — международный турнир национальных сборных мужских команд, женских команд и смешанных пар (составленных из одного мужчины и одной женщины), проводимый в несколько этапов (3 этапа и финал) в течение сезона «осень-весна» под эгидой Всемирной федерации кёрлинга (WCF). Проводится начиная с сезона 2018/2019.

## Формат турнира
Турнир состоит из трёх предварительных этапов (англ. First Leg, Second Leg, Third Leg) и финального этапа (англ. Grand Final).
На каждом предварительном этапе турнира проводятся соревнования между мужскими командами, женскими командами и смешанными парами. В каждом соревновании участвует 8 команд (не более одной команды от одной страны в каждом соревновании). Затем в финальном этапе в каждом соревновании участвуют 8 команд: команда от страны-хозяйки финального этапа, команды-победители из каждого из предварительных этапов и команда-чемпион мира (на момент старта финального этапа) в этом соревновании; к ним добавляются ещё 3 команды: команда по «специальному приглашению» (англ. special invite) Всемирной федерации кёрлинга (например, действующие чемпионы Олимпийских игр) и 2 команды, имеющие на тот момент самый высокий рейтинг ВФК из команд, ещё не получивших квалификацию в финальный турнир.
В каждом соревновании на каждом этапе 8 команд разбиваются на две группы (A, B) по 4 команды, играют групповой этап по круговой системе в два круга. Затем две команды, занявшие в группах 1-е место, выходят в плей-офф, где играют между собой в финале.
Все матчи проводятся в 8 эндов, в отличие от «стандартных» 10 эндов. Если после 8-го энда ничья, то команды определяют победителя, делая по одному броску в дом (англ. shoot-out); побеждает команда, камень которой оказался ближе к центру. За «чистую победу» (если победитель был определён в игре, за 8 эндов или меньше) команда получает 3 очка, за победу «по дополнительным броскам» 2 очка, за поражение «по броскам» 1 очко, за «чистое поражение» (в игре за 8 эндов или меньше) 0 очков. Аналогично путём дополнительных одиночных бросков в дом будет определяться победитель группового этапа в каждой группе, если в результате у двух команд одинаковая лучшая сумма очков. За выигрыш в финале команда получает дополнительно 10 очков, команда-финалист получает дополнительно 5 очков.
В отличие от обычного порядка тайминга «суммарное время на обдумывание для каждой команды на весь матч» здесь выделяется время на каждый энд: для мужских и женских команд на энды с 1-го по 4-й отводится по 4 минуты максимум, на энды с 5-го по 8-й — 4 минуты 15 секунд; для смешанных пар соответственно 2 минуты 50 секунд и 3 минуты.

## Квалификация на турнир
Перечень стран, получающих квалификацию на все предварительные этапы, определяется до начала Кубка мира очередного сезона.
На каждый из предварительных этапов в каждое из соревнований по одному месту будут автоматически получать страны-хозяйки всех трёх предварительных этапов, занимая в числе восьми команд три места. Ещё три страны будут определяться по наивысшему рейтингу ВФК по результатам прошлого сезона для стран каждой из трёх зон мира: Европейской зоны, Американской зоны и Тихоокеанско-Азиатской зоны. Ещё две страны будут выбираться из числа ещё не получивших квалификацию Всемирной федерацией кёрлинга, исходя из интереса для телезрителей, маркетингового интереса или иных предпочтений (англ. will be selected by the World Curling Federation Board, based on broadcast interest, marketing potential and/or promotional opportunities).
Каждая страна решает, посылать ли ей одну и ту же команду на несколько этапов или на каждый этап посылать разные команды.
Если одна и та же команда одной страны выигрывает больше одного предварительного этапа, в финальном турнире страна этой команды получает только одно место, а образовавшееся «пустое место» будет заполнено командой от страны с наивысшим рейтингом ВФК из ещё не получивших место в финальном турнире. Но если несколько команд из одной страны выиграют несколько предварительных этапов — каждая из них получит место в финальном турнире.

### Команды, квалифицированные на Кубок мира по кёрлингу 2018/2019
| Команда          | Критерий квалификации                               |
| Мужчины          | Мужчины                                             |
| ---------------- | --------------------------------------------------- |
| Китай            | Страна-организатор 1-го предварительного этапа      |
| США              | Страна-организатор 2-го предварительного этапа      |
| Швеция           | Страна-организатор 3-го предварительного этапа      |
| Канада           | Лучший рейтинг из стран Американской зоны           |
| Швейцария        | Лучший рейтинг из стран Европейской зоны            |
| Япония           | Лучший рейтинг из стран Тихоокеанско-Азиатской зоны |
| Норвегия         | Выбор комитета Всемирной федерации кёрлинга         |
| Шотландия        | Выбор комитета Всемирной федерации кёрлинга         |
| Женщины          |                                                     |
| Китай            | Страна-организатор 1-го предварительного этапа      |
| США              | Страна-организатор 2-го предварительного этапа      |
| Швеция           | Страна-организатор 3-го предварительного этапа      |
| Шотландия        | Лучший рейтинг из стран Европейской зоны            |
| Канада           | Лучший рейтинг из стран Американской зоны           |
| Республика Корея | Лучший рейтинг из стран Тихоокеанско-Азиатской зоны |
| Япония           | Выбор комитета Всемирной федерации кёрлинга         |
| Россия           | Выбор комитета Всемирной федерации кёрлинга         |
| Смешанные пары   |                                                     |
| Китай            | Страна-организатор 1-го предварительного этапа      |
| США              | Страна-организатор 2-го предварительного этапа      |
| Швеция           | Страна-организатор 3-го предварительного этапа      |
| Швейцария        | Лучший рейтинг из стран Европейской зоны            |
| Канада           | Лучший рейтинг из стран Американской зоны           |
| Республика Корея | Лучший рейтинг из стран Тихоокеанско-Азиатской зоны |
| Россия           | Выбор комитета Всемирной федерации кёрлинга         |
| Норвегия         | Выбор комитета Всемирной федерации кёрлинга         |

## Призовой фонд
Кубок мира по кёрлингу — на настоящее время единственный турнир под эгидой Всемирной федерации кёрлинга, где сборные (а не клубные) команды стран-участниц могут получить за свои достижения денежные призы.
Общая сумма призовых для каждого из предварительных этапов — 165 000 долларов США.
|                                                                         | Мужчины | Женщины | Смешанные пары |
| ----------------------------------------------------------------------- | ------- | ------- | -------------- |
| За победу в матче группового этапа (round robin)                        | $1,500  | $1,500  | $750           |
| Общий призовой фонд для группового этапа (round robin) для одной группы | $18,000 | $18,000 | $9,000         |
| Победившему в финале плей-офф                                           | $20,000 | $20,000 | $10,000        |
| Проигравшему в финале плей-офф (runner-up)                              | $10,000 | $10,000 | $5,000         |
| Общий призовой фонд для этапа плей-офф                                  | $30,000 | $30,000 | $15,000        |
| Общий призовой фонд в этой дисциплине                                   | $66,000 | $66,000 | $33,000        |

Общая сумма призовых для финального турнира — 280 000 долларов США.
|                                                                         | Мужчины  | Женщины  | Смешанные пары |
| ----------------------------------------------------------------------- | -------- | -------- | -------------- |
| За победу в матче группового этапа (round robin)                        | $3,000   | $3,000   | $1,500         |
| Общий призовой фонд для группового этапа (round robin) для одной группы | $36,000  | $36,000  | $18,000        |
| Победившему в финале плей-офф                                           | $27,000  | $27,000  | $13,500        |
| Проигравшему в финале плей-офф (runner-up)                              | $13,000  | $13,000  | $6,500         |
| Общий призовой фонд для этапа плей-офф                                  | $40,000  | $40,000  | $20,000        |
| Общий призовой фонд в этой дисциплине                                   | $112,000 | $112,000 | $56,000        |

## Места проведения и призёры
| Сезон               | Место и даты проведения                                     | Вид       | Золото                                                                 | Серебро                                                                         |
| ------------------- | ----------------------------------------------------------- | --------- | ---------------------------------------------------------------------- | ------------------------------------------------------------------------------- |
| 1 этап (First Leg)  | Сучжоу Suzhou Sports Center 10—16 сентября 2018             | мужчины   | Канада (Кевин Куи, Би Джей Ньюфелд, Колтон Флеш, Бен Хеберт)           | Норвегия (Стеффен Вальстад, Маркус Хёйберг, Магнус Недреготтен, Магнус Вогберг) |
| 1 этап (First Leg)  | Сучжоу Suzhou Sports Center 10—16 сентября 2018             | женщины   | Канада (Рэйчел Хоман, Эмма Мискью, Джоанн Кортни, Лиза Уигл)           | Швеция (Анна Хассельборг, Сара Макманус, Агнес Кнохенхауэр, София Мабергс)      |
| 1 этап (First Leg)  | Сучжоу Suzhou Sports Center 10—16 сентября 2018             | смеш.пары | Канада (Лора Крокер, Кирк Майерс)                                      | США (Сара Андерсон, Кори Дропкин)                                               |
| 2 этап (Second Leg) | Омаха Ralston Arena 5—9 декабря 2018                        | мужчины   | США (Джон Шустер, Крис Плайс, Мэтт Хэмилтон, Джон Лендстейнер)         | Швеция (Никлас Эдин, Оскар Эрикссон, Расмус Врано, Кристофер Сундгрен           |
| 2 этап (Second Leg) | Омаха Ralston Arena 5—9 декабря 2018                        | женщины   | Япония (Сацуки Фудзисава, Тинами Ёсида, Юми Судзуки, Юрика Ёсида)      | Республика Корея (Ким Мин Джи, Ким Хе Рин, Ян Тхэ И, Ким Су Джин)               |
| 2 этап (Second Leg) | Омаха Ralston Arena 5—9 декабря 2018                        | смеш.пары | Норвегия (Кристин Скаслиен, Магнус Недреготтен)                        | Швейцария (Женни Перре, Мартин Риос)                                            |
| 3 этап (Third Leg)  | Йёнчёпинг Jönköping Curling Club 30 января — 3 февраля 2019 | мужчины   | Канада (Мэтт Данстон, Брэйден Москови, Catlin Schneider, Dustin Kidby) | Швеция (Никлас Эдин, Оскар Эрикссон, Расмус Врано, Кристофер Сундгрен)          |
| 3 этап (Third Leg)  | Йёнчёпинг Jönköping Curling Club 30 января — 3 февраля 2019 | женщины   | Республика Корея (Ким Мин Джи, Ким Хе Рин, Ян Тхэ И, Ким Су Джин)      | Швеция (Анна Хассельборг, Сара Макманус, Агнес Кнохенхауэр, София Мабергс)      |
| 3 этап (Third Leg)  | Йёнчёпинг Jönköping Curling Club 30 января — 3 февраля 2019 | смеш.пары | Канада (Кадриана Сагайдак, Колтон Лотт)                                | Норвегия (Кристин Скаслиен, Томас Ульсруд)                                      |
| финал (Grand Final) | Пекин 8—12 мая 2019                                         | мужчины   | Канада (Кевин Кюи, Би Джей Ньюфелд, Колтон Флеш, Дэнни Ньюфелд)        | Китай (Ба Дэсинь, Цзоу Цян, Ван Чжиюй, Сюй Цзинтао, запасной: Цзан Цзялян)      |
| финал (Grand Final) | Пекин 8—12 мая 2019                                         | женщины   | Канада (Дженнифер Джонс, Кейтлин Лоус, Шэннон Бёрчард, Джилл Оффисер)  | Швейцария (Алина Пец, Сильвана Тиринцони, Эстер Нойеншвандер, Мелани Барбеза)   |
| финал (Grand Final) | Пекин 8—12 мая 2019                                         | смеш.пары | Норвегия (Кристин Скаслиен, Магнус Недреготтен)                        | Канада (Лора Крокер, Кирк Майерс)                                               |